# Dolby E

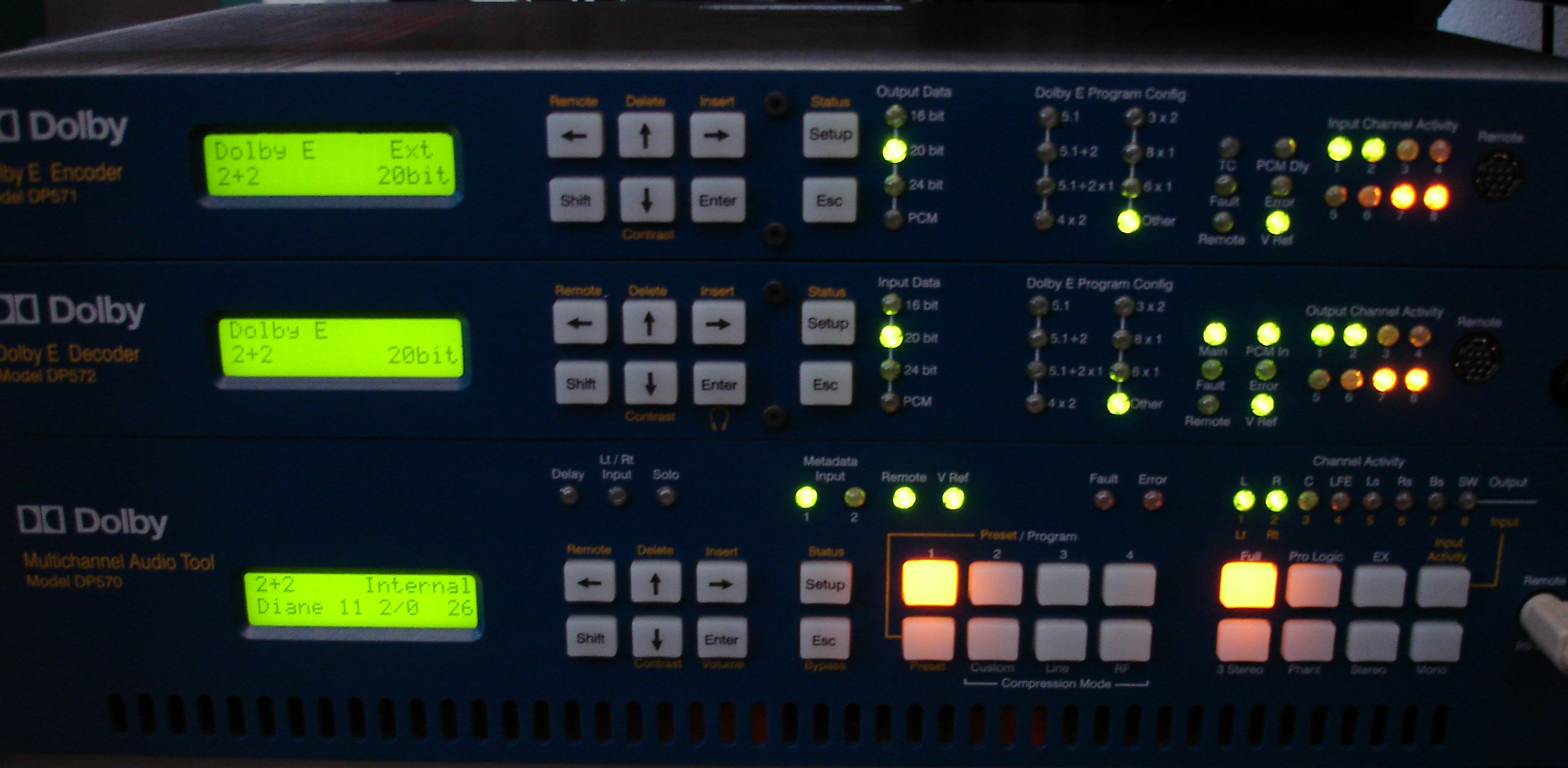
Dolby E Encoder und Decoder in Form von 19-Zoll-Gerät, wie sie in der Abwicklung bei Fernsehanstalten eingesetzt werden

Dolby E ist eine Technik zur Audiodatenkompression des Unternehmens Dolby, die in Rundfunkanstalten, insbesondere Fernsehanstalten und Nachbearbeitungsstudios zur Übertragung und Speicherung von Tonmaterial zum Einsatz kommt. Dolby E ermöglicht die Übertragung und Speicherung von bis zu acht diskreten Audiokanälen in standardisierten Datenströmen nach AES-3id, wie sie üblicherweise für die Übertragung eines Stereosignals mit zwei Audiokanälen in Form von PCM-Audio vorgesehen sind. Die Übertragung von Dolby E im Rahmen der AES-3-Infrastruktur erfolgt nach der Empfehlung SMPTE 337M. Dolby E erlaubt die Übertragung oder Speicherung von bis zu 8 Mono-Kanälen (8 × 1.0), 4 × Stereo 2.0 oder auch Raumklang in 5.1-Format und gleichzeitig Stereo 2.0. Die Anzahl der möglichen Kanäle richtet sich nach der Wortbreite des Aufzeichnungs- oder Übertragungssystems: 6 Kanäle bei 16 Bit, 8 Kanäle bei 20 oder 24 Bit. Die Aufzeichnung oder Übertragung kann mit jedem bittransparenten Medium, wie etwa digitalen Videomaschinen, Satelliten-Uplinks, Servern oder Schnittsystemen erfolgen.
Grundlage der Kodierung ist eine proprietäre und nur gering verlustbehaftete Audiodatenkompression. Dolby E ist akustisch transparent und liegt in der Qualität deutlich über Dolby Digital (AC-3). Die Datenrate beträgt je nach Konfiguration 1536 kbit/s (bei 16 Bit Wortbreite des Mediums) oder 1920 kbit/s (bei 20 Bit) und ist damit etwa fünfmal so hoch wie bei Dolby Digital (384 oder 448 kbit/s). Während Verfahren wie Dolby Digital lediglich etwa drei Kodier-Dekodier-Zyklen überstehen, erlaubt Dolby E bis zu etwa 13 solcher Zyklen und eignet sich daher auch für die mehrfache Bearbeitung von Audiomaterial im Zuge der Übertragung und Nachbearbeitung. Vor der Ausstrahlung bei TV-Sendern oder während des Disc-Masterings von DVDs und Blu-Ray-Discs wird Dolby E zu Dolby Digital oder anderen Verfahren transkodiert. Wie auch bei Dolby Digital (und eingeschränkt bei DTS) werden parallel zum eigentlichen Audiosignal sogenannte Metadaten übertragen. Dazu zählen Informationen zur Lautheit (Dialogue Level, DialNorm Value), Angaben zur Steuerung des Dynamikumfangs (Dynamic Range Control, DRC) und für das automatische Downmixing von 5.1 auf Stereo (Lo, Ro) oder ProLogic II (Lt, Rt). Diese steuernden und beschreibenden Metadaten werden während der Produktion gesetzt (Metadaten-Editing) und von Dolby E zu Dolby Digital weitergegeben. Aufgabe der Metadaten ist die Anpassung der Wiedergabe im Heimgerät an die jeweiligen Wiedergabebedingungen sowie die Lautheitssteuerung. Dolby E Metadaten sind nach SMPTE RDD6 standardisiert.
Eine wesentliche Besonderheit von Dolby E liegt darin, dass die Länge der Audioframes exakt dem zugehörigen Videobild entspricht. Bilder werden in der Fernsehtechnik in Form einer zeitlichen Abfolge von Einzelbildern (englisch Frames) übertragen: Bei PAL 25 Bilder pro Sekunde, also 40 ms pro Bild, bei NTSC 29,97 Bilder pro Sekunde und 33,37 ms pro Bild. Für die Zeit eines Vollbildes, von beispielsweise 40 ms, wird bei Dolby E der zugehörige Ton von bis zu acht Kanälen kodiert und diesem Videoframe zugeordnet. Damit müssen in Fernsehstudios, beispielsweise bei Bildschnitten oder Überspielungen, keine verlustbehafteten Umkodierungen des zugehörigen Audiosignals erfolgen. Es können so die einem bestimmten Videobild fest zugeordneten Audiodaten wie die Videodaten geschnitten oder geschaltet werden. Bei Einsatz von Dolby Digital oder anderen Verfahren im Studiobereich wäre eine wiederholte Abfolge einer Kodierung und Dekodierung der Audiosignale notwendig, welche die Audioqualität durch die verlustbehaftete Kompression reduzieren würde. Obwohl Dolby E nicht offiziell als Norm standardisiert ist, gilt es aufgrund seiner Verbreitung als De-facto-Standard für die Produktion und Übertragung von Mehrkanalton (Production oder Distribution Bitstream).